# Escaparatista

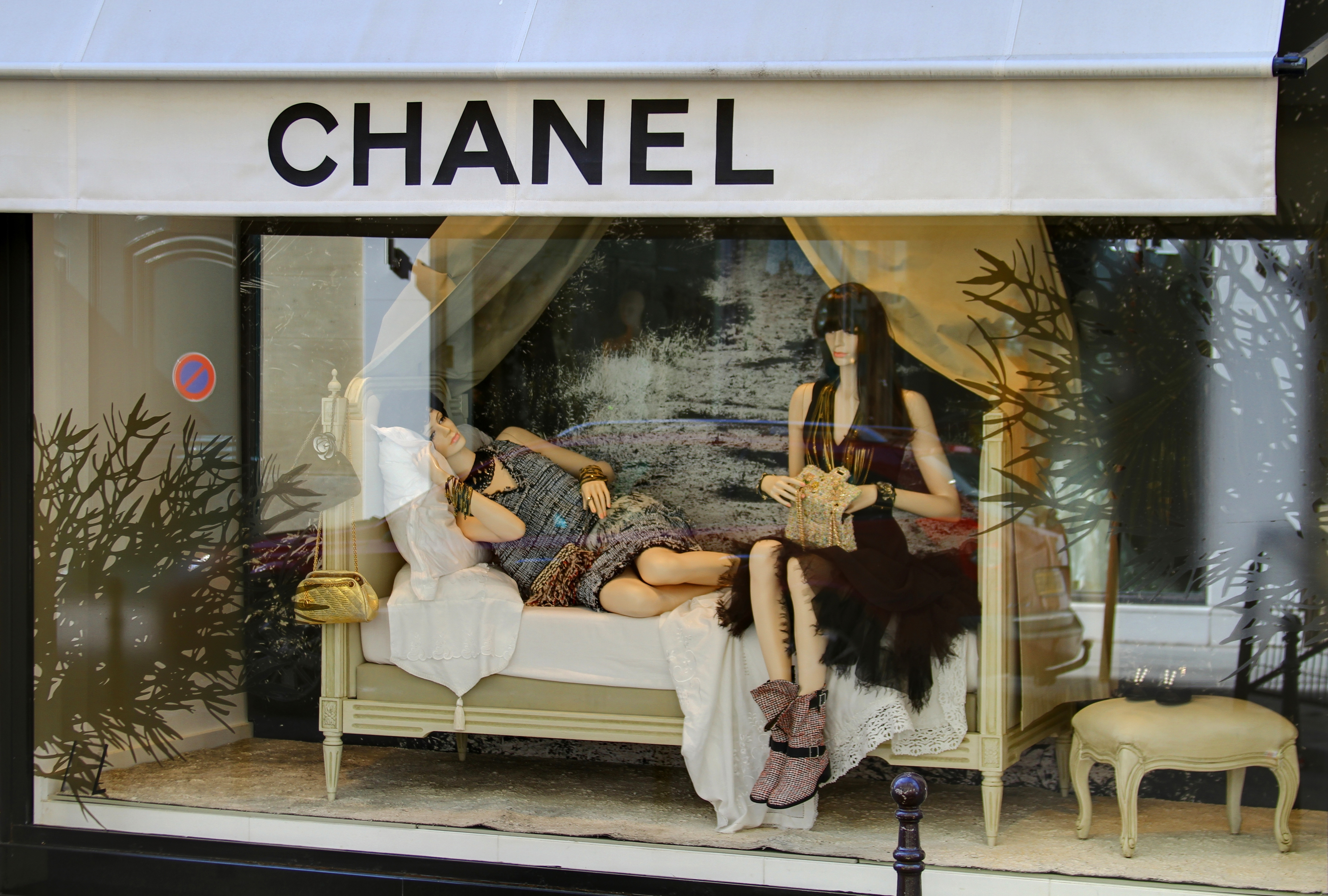
Escaparate de la marca Chanel, Paris (2011)

Los escaparatistas son especialistas en la decoración de una tienda, lugar de eventos, etc. Su actividad no solo se relaciona con el diseño/decoración de escaparates, sino que abarca todo el campo de las áreas visibles al público.

## Especificación
Un escaparatista o proyectista de escaparates, debe dominar el arte decorativo de componer los productos y elementos estéticos (fondo, disposición de elementos, colores, formas, etc.) en el escaparate de un establecimiento comercial con el fin de atraer la atención del consumidor en los productos expuestos y transmitir cierta imagen del establecimiento.
Los elementos básicos a tener en cuenta a la hora de realizar un proyecto de escaparatismo son: el producto, la tienda, el cliente y la marca, creando en el escaparate una escenografía que proporcione un ambiente agradable al consumidor. Una tendencia actual en los escaparates es realizarlos interactivos. Así se logra llamar más la atención de los peatones. Un ejemplo de ello fue el escaparate de la tienda Levi's en el Paseo de Gracia con Gran Vía de Barcelona.

## Formación y denominaciones internacionales

### Alemania

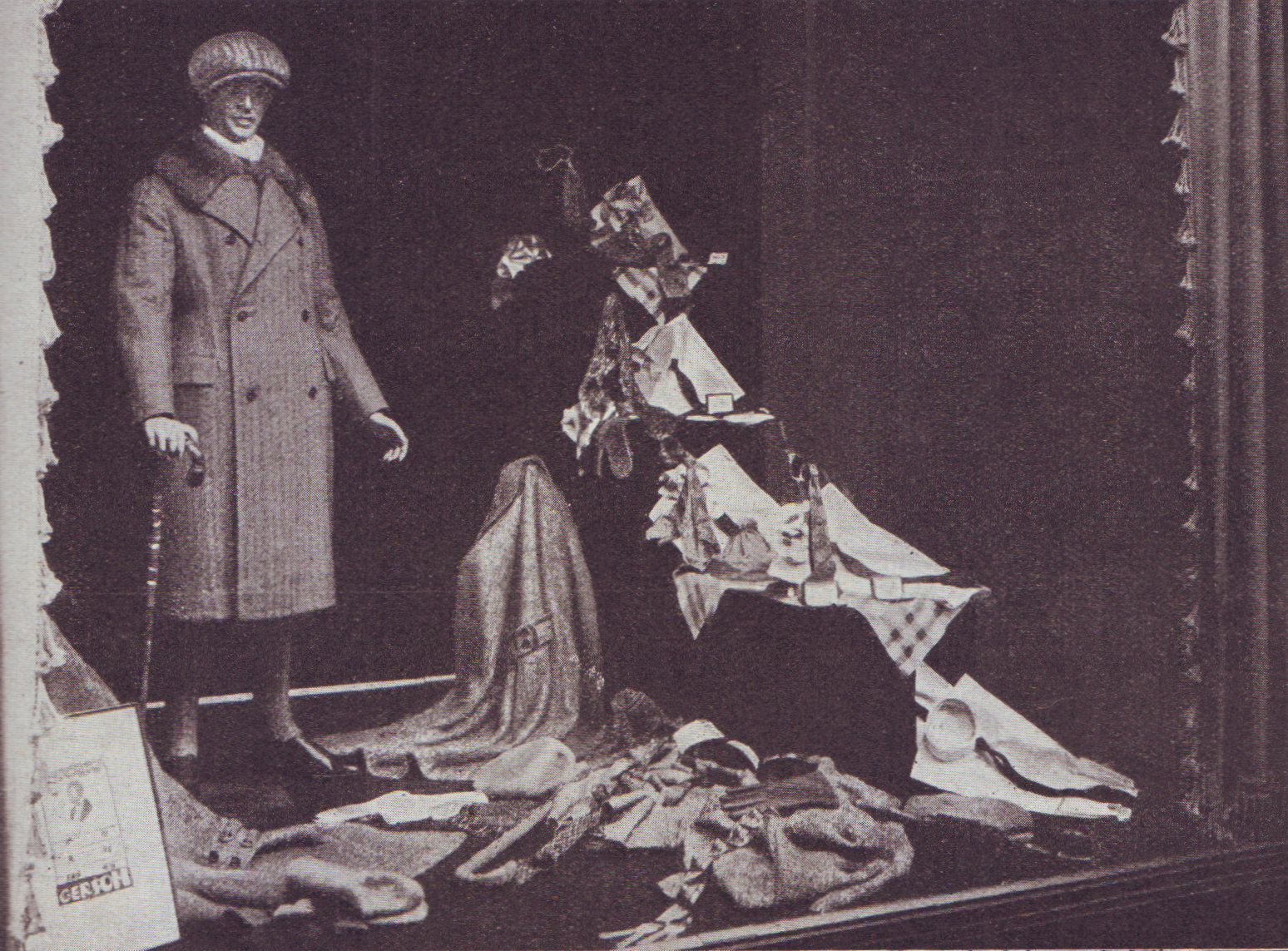
Decorador jefe, para Grabla: Naturaleza muerta en el escaparate de los grandes almacenes Herrmann Gerson, Berlín (antes de 1927)

#### Antecedentes y anteriores títulos del trabajo
El título original del trabajo era "Diseñador de vitrinas", que todavía se conoce coloquialmente como "Decorador" . En 1975 se actualizó la formación profesional y se cambió el nombre por el de "Diseñador publicitario de exhibiciones". La formación tiene una duración de tres años y se puede acortar medio año si has finalizado el bachillerato, o un año si has superado el Abitur.
En la RDA, el título del trabajo era "Anunciante comercial ", que se subdividía en dos especificaciones: "Fabricante de material publicitario" (también pintor de carteles) y "diseñador publicitario". El aprendizaje duraba dos años y medio y se completaba alternativamente semanalmente en un taller de formación (práctica) y en una escuela de formación profesional (teoría). Desde la reunificación alemana, la designación de anunciante comercial ha sido reemplazada por la designación de "Diseñador de publicidad de exhibiciones".

#### Diseñador de Marketing Visual (Gestalter für visuelles MarketingoSchauwerbegestalter)
El 1 de agosto de 2004 se llevó a cabo una reestructuración de los oficios de aprendizaje y desde entonces, el puesto se denomina "Diseñador de marketing visual". Un diseñador de marketing visual elige colores, decora y ejecuta campañas publicitarias.
En los anuncios de trabajo, los antigos títulos designatorios de trabajo todavía se usan y también se indican como sinónimos.

### Austria

#### Decorador de interiores(Raumausstatter)

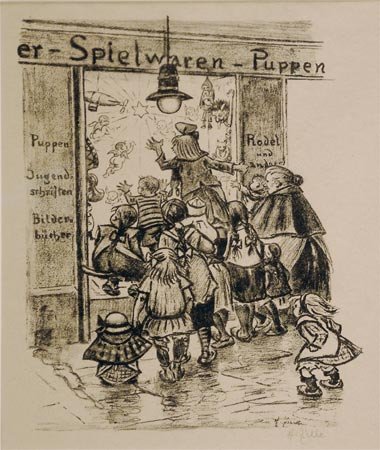
Litografía de Heinrich Zille: "Vor dem Weihnachts-Laden. Kinder beim Kreisspiel". 1924

Con la enmienda de 1997 a la Ley de Formación Profesional (Gaceta Federal de Leyes I No. 67/1997) el aprendizaje de tapicero y decorador se estableció en Austria con un aprendizaje de tres años. De acuerdo con el acuerdo de formación profesional germano-austríaco y el intercambio oficial de calificaciones basado en la formación se equipara de manera que, legalmente vincula a la formación alemana como decorador de interiores y viceversa.

### España

#### Técnico Superior de Artes Plásticas y Diseño en Escaparatismo
Para acceder al ciclo formativo de grado superior de artes plásticas y diseño en escaparatismo se requiere cumplir al menos uno de los siguientes requisitos:
- Haber obtenido el título de Técnico de Artes Plásticas y Diseño.
- Estar en posesión del título de Bachiller en la modalidad de Artes.
- Estar en posesión del título de Bachiller o equivalente a efectos académicos (Técnico Superior de Artes Plásticas y Diseño, Graduado en Artes Aplicadas, Técnico Superior de FP o titulación universitaria) y superar una prueba específica dependiendo de la especialidad o titulación de acceso.
- Haber obtenido el título de Técnico de Formación Profesional y superar una prueba de acceso específica.
- Haber superado la prueba general de acceso a ciclos formativos de grado superior y superar una prueba específica de acceso.
- Haber superado la prueba de acceso a los ciclos de grado superior de Artes Plásticas y Diseño.
- Estar en posesión de otro título de Técnico Superior de Artes Plásticas y Diseño.

#### Formación en escaparatismo
Existe también la "Formación en escaparatismo" y tiene una duración de entre 100 y 1800 horas. No es imprescindible tener conocimientos previos ni se requiere una titulación específica para acceder a la mayoría de estos cursos.

### Suiza

#### Decorador de interiores(Innendekorateur)
La designación oficial es decorador de interiores con Diploma Federal Suizo con Certificado de Competencia (EFZ). La formación tiene una duración de cuatro años y se puede completar en seis disciplinas:[4] tapicería, pavimentación, montaje, cortinaje, guarnicionería o empapelado. Si los exámenes finales son positivos, recibirá esta EFZ. El examen profesional (BP) y el examen profesional superior (HFP) se ofrecen como formación adicional. Las autoridades suizas exigen uno de los dos exámenes para establecer una empresa o formar a un aprendiz.

## Enlaces web
- bibb.de/. . . – Información de carrera para Diseñador de marketing visual
- arbeitsagentur.de/. . . – Información laboral Diseñador de espacios comerciales (archivo)
- Boletín oficial de estado (España) – Código de leyes educativas[8]